# Charles Friedel
Charles Friedel (franceză: [fʁidɛl]; n. 12 martie 1832, Strasbourg, Franța – d. 20 aprilie 1899, Montauban, Midi-Pyrénées, Franța) a fost un chimist și mineralog francez.

## Biografie
Originar din Strasbourg, Franța, a fost elev al lui Louis Pasteur la Sorbona. În 1876, a devenit profesor de chimie și mineralogie la Sorbona.
Friedel este cunoscut pentru că a dezvoltat reacțiile de alchilare și acilare Friedel-Crafts în 1877, și de asemenea pentru încercarea de a produce diamante sintetice.